# BarBara Luna

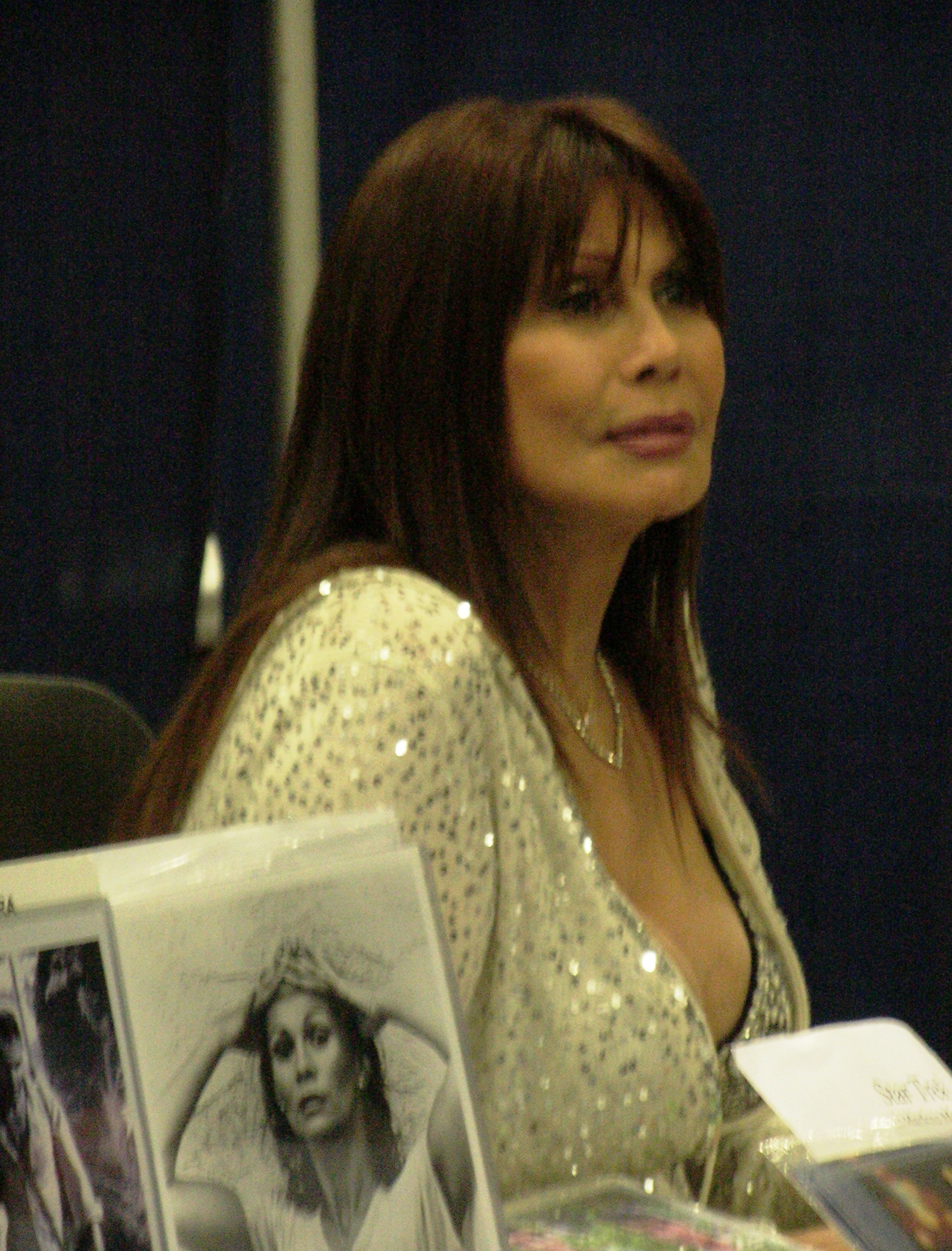
BarBara Luna (2009)

BarBara Ann Luna (* 2. März 1939 in New York City) ist eine US-amerikanische Schauspielerin, die in zahlreichen Spielfilmen und Fernsehserien mitgewirkt hat.

## Leben
Luna wuchs im New Yorker Stadtteil Manhattan auf und kam bereits früh mit dem Broadway in Verbindung, an dem sie mehrfach auftrat. Ihre Vorfahren stammen aus Italien, Spanien, Portugal, Ungarn und den Philippinen.
In den 1950er Jahren begann sie außerdem ihre Laufbahn bei Film und Fernsehen und wirkte seither in rund einhundert Filmen und Serien mit.
Neben Kinofilmen wie Der Teufel kommt um vier, Das Narrenschiff, Die fünf Vogelfreien und Che! hatte sie auch Gastrollen in einer Vielzahl von Fernsehserien, wie zum Beispiel den Western Bonanza (1960), Rauchende Colts (1962), High Chaparral (1967) und Big Valley (1968) sowie in Krimis, wie zum Beispiel Perry Mason (1958), FBI (4 Episoden zwischen 1966 und 1969), Kobra, übernehmen Sie (2 Episoden, 1966 und 1969), Cannon (2 Episoden, 1971 und 1975), Mannix (1973) und Drei Engel für Charlie (1981). Des Weiteren wirkte sie auch in Serien wie Raumschiff Enterprise (1967), Kung Fu (1975), Dallas (1991) und Star Trek: Phase II (2 Episoden, 2004 und 2011) mit.
Von 1961 bis 1963 war sie mit dem Schauspieler Doug McClure verheiratet.
Im Jahr 2022 wurde sie in die Academy of Motion Picture Arts and Sciences (AMPAS) berufen, die alljährlich die Oscars vergibt.

## Filmografie (Auswahl)
- 1958: Panzer – Spähtrupp Totenkopf (Tank Battalion)
- 1960: Bonanza (Fernsehserie, Folge Das spanische Abenteuer)
- 1961: Der Teufel kommt um vier (The Devil at 4 O‘Clock)
- 1962: 5 Wochen im Ballon (Five Weeks in a Balloon)
- 1963: Die Strolche von Mexiko (Dime with a Halo)
- 1964: Der Wilde von Montana (Mail Order Bride)
- 1965: Die Gierigen (Synanon)
- 1965: Das Narrenschiff (Ship of Fools)
- 1966, 1969: Kobra, übernehmen Sie (Mission: Impossible) (Fernsehserie, 2 Folgen)
- 1967: Raumschiff Enterprise (Fernsehserie, Folge Ein Parallel-Universum)
- 1968: Die fünf Vogelfreien (Firecreek)
- 1969: Che!
- 1982: Mädchen hinter Gittern (The Concrete Jungle)